# Христо Бурмов
Христо Димитров Бурмов е български офицер, генерал-лейтенант.

## Биография
Христо Бурмов е роден на 23 септември 1869 г. в Габрово, Османска империя. На 6 юли 1887 година постъпва на военна служба, на 18 май 1889 година завършва Военно на Негово Княжеско Височество училище в София, произведен е в чин подпоручик у зачислен в пехотата. На 2 август 1892 е произведен в чин поручик. През 1898 година завършва Генералщабната академия в Торино, Италия и през 1899 е произведен в чин капитан и назначен за офицер за поръчки при Оперативното отделение в ГЩ.
От 1900 година капитан Бурмов е редактор на списание „Военен журнал“. След като преминава през някои строеви длъжности като командир на рота от 1–ви пехотен софийски полк, старши адютант при щаба на 1–ви пехотен софийски полк (1903), началник на щаба на 1–ва пехотна бригада при 1–ва пехотна софийска дивизия. През 1904 г. е произведен в чин майор.
В периода 1904 – 1910 майор Бурмов е военен аташе в Рим, като на 15 октомври 1908 е произведен в чин подполковник, а през 1907 е командир на дружина на дружина от 6-и пехотен търновски полк. През 1910 г. подполковник Бурмов е назначен за началник на щаба на 3–та пехотна балканска дивизия, а през 1911 за командир на 11-и пехотен сливенски полк.

### Балкански войни (1912 – 1913)
Полковник Бурмов участва в Балканската (1912 – 1913) и Междусъюзническата война (1913) като началник-щаб на 3-та пехотна балканска дивизия. През октомври 1912 година е произведен в чин полковник. Отличава в боевете при Одрин и Чаталджа, а през Междусъюзническата война се сражава срещу гръцката армия при Кукуш и Пехчево.
През март 1914 г. е назначен за началник на Школата за запасни подпоручици, а в края на годината – за началник на щаба на 1–ва военноинспекционна област.

### Първата световна война (1915 – 1918)
При намесата на България в Първата световна война полковник Бурмов, въпреки несъгласието си с българския избор и провежданата политика, отново заема строева длъжност и добросъвестно отдава своя принос във военните усилия на страната. Като командир на Трета бригада (53-ти и 54-ти полк) на Седма рилска дивизия (от септември 1915) Христо Бурмов ръководи разбиването на сръбските части в Македония – при Голак планина, Виница и връх Кара Таш, както и превземането с помощта и на други части на Велес (15 – 17 октомври 1915 г.). На 17 – 31 октомври 1915 г. бригадата на полковник Бурмов участва в боевете с французите край Криволак. В тези тежки сражения Бурмов поддържа духа на своите подчинени с изключителна лична самопожертвователност и смелост.
От април 1916 година Христо Бурмов е командир на Десета пехотна Беломорска дивизия, която охранява егейското крайбрежие. На 20 май 1917 година е произведен в чин генерал-майор, а на 2 юни е назначен за командващ Втора пехотна тракийска дивизия на Македонския фронт – пост, който заема до 15 юли 1918 година, когато е назначен за временно изпълнява длъжността началник на Щаба на действащата армия. Като началник-щаб на армията генерал Христо Бурмов носи своята отговорност за закъснялата реакция на съглашенския пробив при Добро поле през септември 1918 година. Както пише неговият съвременник Димитър Азманов: По време на тези събития Бурмов остана непоправим оптимист. Той погрешно вярваше, че войниците ни ще устоят на неприятелския удар и навярно това бе една от основните причини за неговото колебание и несвоевременно вземане на мерки за излизане от фаталното положение… Той не прецени, че ония храбри войници, които в миналото устояваха така храбро на толкова много и силни неприятелски нападения, не бяха вече морално същите…
На 1 ноември 1918 година е назначен за началник на 2-ра военноинспекционна област, през лятото на 1919 година се уволнява от армията и се отдава на научна дейност. През 1932 година е избран за пръв председател на Военнонаучния институт. На 6 май 1936 година, шест месеца преди смъртта си е произведен в чин генерал-лейтенант.
Генерал-лейтенант Христо Бурмов умира на 23 декември 1936 г. в София.

## Семейство
Христо Бурмов е женен и има 1 дете.

## Военни звания
- Подпоручик (18 май 1889)
- Поручик (2 август 1892)
- Капитан (1899)
- Майор (1904)
- Подполковник (15 октомври 1908)
- Полковник (2 октомври 1912)
- Генерал-майор (20 май 1917)
- Генерал-лейтенант (6 май 1936)

## Награди
- Военен орден „За храброст“ III и IV степен, 2 клас
- Орден „Св. Александър“ III и IV степен с мечове по средата
- Народен орден „За военна заслуга“ II степен с военно отличие, V клас на обикновена лента
- Орден За заслуга на обикновена лента
- Османски медал „За бойни заслуги“, 11.05.1917
- Османски орден „Лиякат“, 04.10.1917[5]